# Baie de Choiseul (Sainte-Lucie)
Ne doit pas être confondu avec Baie de Choiseul.
La baie de Choiseul est une baie de Sainte-Lucie située à Choiseul dans le district de Choiseul, au sud-ouest de l’île.